# Victor Varconi
Dans le nom hongrois Várkonyi Mihály, le nom de famille précède le prénom, mais cet article utilise l’ordre habituel en français Mihály Várkonyi, où le prénom précède le nom.
Victor Varconi, né Mihály Várkonyi ([ˈmihaːj], [ˈvaːɾkoɲi]) le 31 mars 1891 à Kisvárda et mort le 6 juin 1976 à Santa Barbara, est un acteur hongrois, naturalisé américain. Sa mort est due à une crise cardiaque.

## Biographie
Il débute en Hongrie dans les années 1910, au théâtre à Budapest, et au cinéma en 1913. Expérience unique, il est le réalisateur d'un film hongrois en 1920. Au début des années 1920, il choisit le nom de Michael Varkonyi à l'occasion du tournage de productions autrichiennes, réalisées notamment par Michael Kertész, le futur Michael Curtiz. Son rôle dans un film de ce dernier, Sodome et Gomorrhe (1922) le fait remarquer par Cecil B. DeMille qui lui propose de venir aux États-Unis.
Il tourne son premier film américain en 1924, Poisoned Paradise, aux côtés de Clara Bow, et adopte alors le nom de Victor Varconi. Cette même année 1924, il participe à Triomphe (film, 1924) et au Tourbillon des âmes (en) de Cecil B. DeMille, qu'il retrouvera à plusieurs reprises (ainsi que Frank Borzage, à partir de 1931). Varconi poursuivra dès lors sa carrière aux États-Unis, où il s'installe définitivement, jusqu'à un dernier film en 1959.
Toutefois, il jouera encore dans des productions européennes (en Italie, en Allemagne...) de 1925 à 1932. Et dans les années 1950, il fera quelques apparitions à la télévision (séries), ainsi qu'à la radio.
Toujours aux États-Unis, on le verra aussi au théâtre, dans des pièces de William Shakespeare (Hamlet, Roméo et Juliette, Antoine et Cléopâtre, Richard III), mais pas à Broadway, sauf une fois en 1942-1943 (dans The Russian People).

## Filmographie partielle
(acteur, sauf mention contraire)
Au cinéma
- 1913 : Sárga csikó de Félix Vanyl
- 1914 : Bánk bán de Michael Curtiz
- 1916 : Mágnás Miska d'Alexander Korda
- 1917 : Szent Péter esernyöje d'Alexander Korda
- 1919 : Fehér rózsa d'Alexander Korda
- 1920 : A Számüzött (réalisateur)
- 1920 : Arme Violetta de Paul Ludwig Stein
- 1922 : Sodome et Gomorrhe (Sodom und Gomorrha) de Michael Kertész
- 1922 : Die Tragödie eines verschollenen Fürstensohnes d'Alexander Korda
- 1922 : Herren der Meere d'Alexander Korda
- 1923 : Le Jeune Medardus (Der Junge Medardus) de Michael Kertész
- 1923 : L'Avalanche (Die Lawine) de Michael Kertész
- 1923 : Namenlos de Michael Kertész
- 1924 : Poisoned Paradise de Louis Gasnier
- 1924 : Souvent femme varie (Changing Husbands) de Paul Iribe
- 1924 : Triomphe (Triumph) de Cecil B. DeMille
- 1924 : Le Tourbillon des âmes (Feet of Clay) de Cecil B. DeMille
- 1925 : L'uomo più allegro di Vienna d'Amleto Palermi
- 1925 : Le Danseur de Madame (Der Tänzer meiner Frau) d'Alexander Korda
- 1926 : Les Derniers Jours de Pompéi (Gli ultimi giorni di Pompei) de Carmine Gallone et Amleto Palermi
- 1926 : Les Bateliers de la Volga (The Volga Boatman) de Cecil B. DeMille : le prince Dimitri
- 1926 : Les Amis de nos maris (For Wives Only) de Victor Heerman
- 1927 : Le Roi des rois (The King of Kings) de Cecil B. DeMille
- 1927 : Chicago produit par Cecil B. DeMille
- 1929 : La Divine Lady (The Divine Lady) de Frank Lloyd
- 1929 : L'Abîme (Eternal Love) d'Ernst Lubitsch
- 1930 : Mein Herz gehört Dir... de Max Reichmann
- 1930 : Captain Thunder d'Alan Crosland
- 1931 : Doctors' Wives de Frank Borzage
- 1931 : La Fille de l'enfer (Safe in Hell) de William A. Wellman
- 1931 : The Black Camel de Hamilton MacFadden : Robert Fyfe
- 1932 : L'Héroïque Embuscade (Der Rebell) de Kurt Bernhardt et Edwin H. Knopf
- 1934 : Menace d'Adrian Brunel (+ histoire)
- 1935 : Une plume à son chapeau (A Feather in Her Hat) d'Alfred Santell
- 1935 : Roberta de William A. Seiter
- 1936 : Une aventure de Buffalo Bill (The Plainsman) de Cecil B. DeMille
- 1936 : Le Danseur pirate (Dancing Pirate) de Lloyd Corrigan
- 1937 : Men in Exile de John Farrow
- 1937 : Trouble in Morocco d'Ernest B. Schoedsack
- 1937 : La Grande Ville (Big City) de Frank Borzage
- 1938 : Suez d'Allan Dwan
- 1938 : Patrouille en mer (Submarine Patrol) de John Ford
- 1939 : La Grande Farandole (The Story of Vernon and Irene Castle) de H.C. Potter
- 1939 : Chirurgiens (Disputed Passage) de Frank Borzage
- 1939 : Tout se passe la nuit (Everything Happens at Night) d'Irving Cummings
- 1939 : Mr. Moto Takes a Vacation de Norman Foster
- 1940 : Le Cargo maudit (Strange Cargo) de Frank Borzage
- 1940 : L'Aigle des mers (The Sea Hawk) de Michael Curtiz
- 1942 : Les Naufrageurs des mers du Sud (Reap the Wild Wind) de Cecil B. DeMille
- 1942 : La Blonde de mes rêves (My Favorite Blonde) de Sidney Lanfield
- 1943 : Pour qui sonne le glas (For whom the Bell tolls) de Sam Wood
- 1945 : La Femme du pionnier (Dakota) de Joseph Kane
- 1947 : Les Conquérants d'un nouveau monde (Unconquered) de Cecil B. DeMille
- 1949 : Samson et Dalila (Samson and Delilah) de Cecil B. DeMille
- 1957 : Le Pénitencier de la peur (The Man Who Turned to Stone) de László Kardos
- 1959 : The Atomic Submarine de Spencer Gordon Bennet

À la télévision
- 1958 : Série Alfred Hitchcock présente (Alfred Hitchcock presents), Saison 3, épisode 22 The Return of the Hero

## Théâtre (sélection)
- 1942-1943 : The Russian People, adaptation de Clifford Odets, d'après un roman de Konstantin Simonov, avec Luther Adler, Leon Ames, Elisabeth Fraser